# La strada dritta
La strada dritta è una miniserie televisiva italiana trasmessa su Rai 1 il 20 e 21 ottobre 2014, tratta dall'omonimo romanzo di Francesco Pinto.

## Trama
La miniserie racconta in 2 puntate la storia della costruzione dell'Autostrada del Sole.

## Premi e riconoscimenti
- Premio L.A.R.A. alla Migliore Attrice per Anita Caprioli al Roma Fiction Fest 2015

Il film rientra tra quelli tenuti in considerazione nella prima edizione del Premio Dedalo Minosse Cinema del 2016.